# Analitika podataka
Analitika podataka, proučavanje skupnih podataka služeći se pritom statističkim i analitičkim alatima za pretvorbu tih podataka u smislene informacije i izvršavanje jedne ili više zadaća. Analitici se pristupamo da bi se iz ogromne količine podataka raščlanjivanjem i pronalaženjem pravilnosti i zakonitosti došlo do korisnih novih rezultata. Iz mnoštva podataka proučavanjem složenih obrazaca dolazimo do pojednostavljenijih rezultata. Za kvalitetnu analitiku potrebno je prikupiti podatke iz odgovarajućih izvora radi izvršenja zadaće. Mnogi podatci ne će biti korisni. Takve je potrebno odvojiti jer zadržavanjem u sustavu proces analitike se nepotrebno usporava a može i odvesti djelimice u krivom pravcu.
Analitika primijenjena na podatke je zbiljska vrijednost svake velike količine podataka, i u suprotnom to bi bila tek hrpa podataka ograničene poslovne uporabljivosti. Analitika podataka može se odnositi na osnovne i naprjednije aplikacije. Osnovne su aplikacije poslovne inteligencije. Naprjednije su predviđajuće anatlike poput onih kojima se služe znanstvene organizacije. Primjer takve je rudarenje podataka u kojem analitičari procjenjuju velike skupove podataka radi prepoznavanja odnosa, obrazaca i trendova. Dio analitike može biti istraživačka analiza podataka (radi prepoznavanja obrazac i odnosa u podatcimaa) i potvrđujuću (engl. confirmatory) analiza podataka (koja primjenjuje statističke tehnike radi utvrđivanja točnosti pretpostavke o određenom skupu podataka). Praktične primjene analitike podataka su u analizi klijenata radi povećavanja njihova zadovoljstva, zadržavanja i povećavanja korištenja usluga, u operativnoj analitici radi poboljšavanja poslovnih performansa i iskorištenosti korporativnih sredstava, sprječavanja i ublažavanju rizika od prijevara te optizimiranja cijena.